# Juke Box Boy
«Juke Box Boy» (escrito también como «Jukebox Boy») es una canción de Baltimora, extraída de la edición para Canadá de 1986 del álbum debut Living in the Background. También aparece en el relanzamiento del álbum de 1993 como un bonus track. Se creó un video para promocionar la canción.
Luego del lanzamiento del video promocional, la canción no logró impactar al mundo, solo alcanzó cierta popularidad en Italia, llegando al puesto número 12 en la lista. En Bélgica alcanzó al número 33 de la lista Ultratop 50.

## Lista de canciones
Sencillo de 7"
1. "Juke Box Boy" - 3:58
2. "Pull the Wires" - 4:46

Sencillo de 12"
1. "Juke Box Boy" - 5:50
2. "Pull the Wires" - 4:46
3. "Juke Box Boy (U.S.A. Radio Version)" - 3:50

## Posicionamiento en listas
| Lista (1986)                    | Máxima posición |
| ------------------------------- | --------------- |
| Bélgica (Flandes) (Ultratop 50) | 33              |
| Italia (FIMI)                   | 12              |

## Personal
- Producción, arreglos, composición – Maurizio Bassi
- Composición  – Naimy Hackett
- Arte – Maurizio Cercola
- Fotografía – Fabio Nosoti